# NQS Calle 30 Sur (estación)
La estación sencilla NQS Calle 30 Sur, hace parte del sistema de transporte masivo de Bogotá llamado TransMilenio inaugurado en el año 2000.

## Ubicación
La estación está ubicada en el sector centro-sur de la ciudad, más específicamente sobre la Autopista Sur entre la diagonal 33 Sur y la calle 30 Sur. Se accede a ella por medio de un cruce semaforizado ubicado sobre esta última vía.
Atiende la demanda de los barrios Autopista Muzú Oriental, Eduardo Frei, Villa Mayor Oriental y sus alrededores.
En las cercanías están el Parque Villa Mayor, el Cementerio del Sur y el Parque Los Sauces.

## Origen del nombre
La estación recibe su nombre de la Avenida NQS, y de la vía por donde se accede a los vagones: la Calle 30 Sur.

## Historia
En el año 2005, al ser puesta en funcionamiento la segunda troncal de la fase 2 del sistema, la troncal NQS, fue puesta en funcionamiento esta estación.
Durante el Paro nacional de 2021, la estación sufrió diversos ataques que afectaron de forma considerable las puertas de vidrio y demás infraestructura de la estación, razón por la cual se encontró inoperativa.

## Servicios de la estación

### Servicios troncales
| Tipo                                            | Rutas al Norte | Rutas al Oriente | Rutas al Sur |
| ----------------------------------------------- | -------------- | ---------------- | ------------ |
| Ruta fácil                                      | 4              |                  | 4            |
| Expresos lunes a sábado todo el día             | B11            | L41              | G11 G41      |
| Expresos lunes a viernes hora pico de la mañana |                | A52              |              |
| Expresos lunes a viernes hora pico de la tarde  |                |                  | G52          |

### Esquema
| ← Norte      |         |         |
| Calle 30 Sur | 4A52    | B11L41  |
|              | Vagón 2 | Vagón 1 |
| Calle 30 Sur | 4G52    | G11G41  |
| Sur →        |         |         |

### Servicios urbanos
Así mismo funcionan las siguientes rutas urbanas del SITP en los costados externos a la estación, circulando por los carriles de tráfico mixto sobre la Avenida NQS, con posibilidad de trasbordo usando la tarjeta TuLlave:
| Código | Sector                        | Dirección                 | Rutas                 |
| ------ | ----------------------------- | ------------------------- | --------------------- |
| 096A10 | H Estación NQS - Calle 30 Sur | Autopista Sur - CL 30 Sur | A643H639K715 T26 T163 |
| 077A09 | G Estación NQS - Calle 30 Sur | Autopista Sur - CL 30 Sur | H643H715 T26 T163     |

## Ubicación geográfica
| Noroeste: Puente Aranda        | Norte: F Puente Aranda | Nordeste: G SENA        |
| Oeste: Puente Aranda           |                        | Este: H Quiroga H Olaya |
| Suroeste: G NQS Calle 38 A Sur | Sur: Antonio Nariño    | Sureste: Antonio Nariño |